# Jules Merviel
Jules Merviel, soprannominato Julou (Saint-Beauzély, 29 settembre 1906 – Carqueiranne, 1º settembre 1978), è stato un ciclista su strada e pistard francese.
Professionista dal 1929 al 1944 vinse una Parigi-Tours ed una tappa al Tour de France.

## Carriera
Passato professionista dopo essersi distinto nelle categorie giovanili come corridore adatto alle corse di un giorno, fu infatti secondo nel Campionato mondiale dilettanti del 1926 a Milano e fece anche parte della nazionale francese di ciclismo ai Giochi olimpici di Amsterdam.
Nel 1929 al suo primo anno da professionista vinse la Parigi-Caen, all'epoca corsa di grande importanza e fu secondo al Grand Prix Wolber, l'anno successivo vinse la settima tappa al Tour de France e nel 1933 vinse la Classica francese Parigi-Tours. Fra gl altri piazzamenti nel 1933 fu quinto nella Bordeaux-Parigi mentre fu terzo nella stessa corsa nel 1935, nei Campionati francesi fu sesto nel 1929, quarto nel 1930, ottavo nel 1931 e terzo nel 1935. Nel 1931 fu poi terzo nel Circuit de Paris e quarto nel Criterium des As.
Per quanto concerne le corse a tappe oltre la vittoria di tappa nel 1930 al Tour de France, non ottenne piazzamenti importanti in classifica generale finale, tuttavia fi quarto nella Parigi-Nizza nel 1934 e quinto al Tour de l'Oise nel 1937.
Particolarmente adatto per la Parigi-Tours in questa corsa oltre alla vittoria del 1933 ottenne sempre piazzamenti di rilievo: settimo nel 1929, decimo nel 1930, ventesimo nel 1931, quinto nel 1932, settimo nel 1935, tredicesimo nel 1943.

## Palmarès
- 1927 (dilettanti)

Champion de Paris
- 1928 (dilettanti)

Paris-Evreux
- 1929

Paris-Caen
Circuit de Rodez
- 1930

Grand Prix Yverdon
7ª tappa Tour de France
- 1931

Grand Prix Yverdon
- 1933

Parigi-Tours
24 ore di Montpellier (con Gabriel Marcillac)
- 1934

1ª tappa Parigi-Nizza
- 1937

Critérium du Var
Circuit du Maine et Loire
Circuit de Allier

### Altri successi
- 1929

Criterium di Dreyron
- 1934

Criterium di Touquet

## Piazzamenti

### Grandi giri
- Tour de France

1929: 24º
1930: 21º
1935: ritirato
- Giro d'Italia

1932: 49º

### Classiche monumento
- Milano-Sanremo

1937: 29º
1938: 74º
- Parigi-Roubaix

1930: 6º
1935: 13º

### Competizioni mondiali
- Campionati del mondo

Milano 1926 - In linea Dilettanti: 2º
Nürburgring 1927 - In linea Dilettanti: ritirato
- Giochi olimpici

Amsterdam 1928 - In linea: 23º